# Sophia (association)
 (mai 2023).
Si vous disposez d'ouvrages ou d'articles de référence ou si vous connaissez des sites web de qualité traitant du thème abordé ici, merci de compléter l'article en donnant les références utiles à sa vérifiabilité et en les liant à la section « Notes et références ».
Sophia asbl (en néerlandais : Sophia vzw), le réseau belge des études de genre, est une organisation bilingue dont le but est de stimuler la recherche et l'éducation sur les études de genre, l’intersectionnalité et les études queer. À travers diverses activités, Sophia facilite la mise en réseau entre le monde universitaire, les organisations de la société civile, la politique entre les différentes communautés linguistiques.
Sophia est financée par l'Institut pour l'égalité des femmes et des hommes.

## Historique
Sophia a été fondée en 1989 à la suite du premier colloque européen consacré aux études féminines organisé par les Cahiers du grif. Une dizaine de personnes francophones et néerlandophones actives dans les études féministes et le mouvement des femmes se sont engagées dans un but commun: la reconnaissance et la valorisation de la recherche féministe. Parmi elles, Mieke Van Haegendoren, Renée Van Mechelen, Micheline Scheys, Françoise Collin, Denise Loute, Ada Garcia et Nadine Plateau. Miet Smet, alors secrétaire d'État à l'Environnement et à l'Émancipation sociale, a joué un rôle important dans le développement des études féministes durant cette période.
Depuis sa fondation, Sophia s'est caractérisée en faisant le lien entre le mouvement féministe et la recherche académique en études de genre. En 1991 Sophia organise une première Summer School, première édition d'une longue série de conférences et de colloques à ce jour.
1995 est une année clé à plusieurs égards: l'association reçoit sa première subvention de l'Institut et déménage dans la Maison Amazone à Saint-Josse-ten-Noode. Grâce à ce financement, une coordinatrice néerlandophone et francophone sera désormais employée à temps partiel.

### Étude de faisabilité des masters en genre
Dès les années 2000, Sophia prône l'intégration des études de genre dans les universités belges. Ces efforts culminent en 2009, lorsque Sophia réalise une étude de faisabilité sur la création d'un master interuniversitaire en études genre à la demande de Joëlle Milquet, alors vice-Premier ministre et ministre de l'Emploi et de l'Egalité des chances. L'étude s'articule autour de trois principes: la stimulation des initiatives existantes sur les études de genre, l'importance des collaborations interuniversitaires et l'importance des collaborations intercommunautaires. Les résultats indiquent un réel besoin d'un développement durable de l'expertise en genre en Belgique, ce qui rend la création d'un master à la fois scientifiquement et socialement pertinente. Cette étude débouche à terme sur la création d'un programme de master interuniversitaire en Communauté flamande et française en 2014 et 2017, respectivement.

## Activités
Les activités de Sophia comprennent :
- Organisation de colloques sur l'état de la recherche en études de genre, l'intersectionnalité et les études queer en Belgique.
- Organiser des événements, des débats, des conférences et des ateliers sur les études de genre à partir d'une perspective interdisciplinaire.
- Coordonner différents réseaux qui stimulent les contacts entre le milieu universitaire, la société civile, la politique et l'activisme.
- Diffuser les initiatives et les recherches en matière d'études de genre par le biais de Newsletters mensuelles, de rapports et d'articles sur le site Web.

### Publications
- (nl)Sophia et Stéphanie Loriaux, « 20 jaar Sophia : tussen dromen en verwezenlijkingen / Sophia a vingt ans : entre missions accomplies et rêves à parachever: Publication anniversaire pour les 20 ans d’existence de l’asbl Sophia, le réseau belge d’étude féministes et de genre », 2009
- Catherine Wallemacq, Etude de faisabilité relative à la création d’un master interuniversitaire en études de genre en Belgique, De Wrikker, 2011 (lire en ligne)
- Catherine Wallemacq, From Cyborgs to Facebook: technological dreams and feminist critiques, Drukkerij Sint Joris, 2011 (lire en ligne)